# Ђербола (Кунео)
Ђербола је насеље у Италији у округу Кунео, региону Пијемонт.
Према процени из 2011. у насељу је живело 186 становника. Насеље се налази на надморској висини од 417 м.